# (10479) Yiqunchen
(10479) Yiqunchen es un asteroide perteneciente al cinturón de asteroides descubierto por Martin Watt el 18 de abril de 1982 desde la Estación Anderson Mesa, en Flagstaff, Estados Unidos.

## Designación y nombre
Yiqunchen fue designado inicialmente como 1982 HJ.
Posteriormente, en 2010, fue nombrado por Yiqun Chen (n. 1968) quien nació en Pekín y es un artista y escultor de formación tradicional, con piezas de arte instaladas en varios parques de China. Actualmente aplica su experiencia en la producción de animación generada por computadora.

## Características orbitales
Yiqunchen orbita a una distancia media de 2,260 ua del Sol, pudiendo alejarse hasta 2,666 ua y acercarse hasta 1,854 ua. Tiene una excentricidad de 0,180 y una inclinación orbital de 7,714 grados. Emplea 1240,91 días en completar una órbita alrededor del Sol.

## Características físicas
La magnitud absoluta de Yiqunchen es 13,61. Tiene 5,199 km de diámetro y su albedo se estima en 0,285.